# حارة الدرب الوسطى (صنعاء)
الدرب الوسطى هي إحدى حارات حي سدس الروض بمدينة الروضة شمال العاصمة اليمنية "صنعاء"، بلغ تعداد سكانها 355 نسمة حسب تعداد اليمن لعام 2004.